# Российский медицинский журнал
Российский медицинский журнал (англ. Russian Medicine) — рецензируемый научный журнал для врачей, выходящий 6 раз в год с 1932 года. Входит в список ведущих рецензируемых научных журналов ВАК (К1) и Белый список (2), включен в Scopus 21.04.2025 г. 

## История
В 1932—1992 годах журнал назывался «Советская медицина».
Первый состав редакции журнала "Советская медицина" составили в 1932-1937 гг. ректора всех ведущих медицинских вузов страны и руководство Народного комиссариата здравоохранения СССР (Наркомздрав СССР, позднее переименованный в Минздрав СССР). 
В годы Великой Отечественной Войны (1941-1945 гг.) технические вопросы издания решались совместно с сотрудниками журнала "Медицинская сестра". Журнал и его редакция неднократно получали высокую оценку руководства страны.
Состав редакции журнала непрерывно обновлялся, большой вклад в работу издания внесли Давыдова Ольга Николаевна, Климиашвили Анатолий Давидович, Александров Олег Васильевич, Полунина Наталья Валентиновна, Романов Борис Константинович, Минушкина Лариса Олеговна.
Заседания редакции журнала долгие годы проходили на Никитском бульваре в Москве - в кабинете у Давыдовой О.Н. (затем у сменившего ее Романова Б.К.) на кафедре фармакологии фарм. факультета ММА ("1-й мед.") 
Впоследствии заседания редакции проводились у Александрова О.В., Свиридова С.В. и Романова Б.К., заведующих кафедрами РНИМУ им. Н.И. Пирогова ("2-й мед.", затем "Пироговский университет"). 
В период пандемии Covid-19 работа редакции трансформировалась на цифровые технологии, была проведена работа по подготовке к включению журнала в ведущие международные системы индексации и цитирования (эта работа продолжается непрерывно силами нового издателя), журнал вошел в категорию К1 Перечня ВАК, затем в "Белый список" журналов, а с 21 апреля 2025 г. индексируется в Scopus.
За более чем 90 лет своей работы журнал прошел непростой путь вместе со всей страной, отражая состояние и перспективы развития ее медицины - от всесоюзного до всероссийского мультидисциплинарного медицинского научного рецензируемого издания, публикующего статьи, представляющие интерес для широкого круга врачей по 19 специальностям ВАК.

## Описание
Главный редактор журнала (с 2018 г.) — Романов Борис Константинович, доктор медицинских наук, заведующий кафедрой фармакологии ИФМХ РНИМУ им. Н.И. Пирогова (Москва).
Почетный главный редактор журнала (главный редактор до 2018 г., скончался в 2024 г.) — Александров Олег Васильевич, доктор медицинских наук, профессор, заслуженный деятель науки РФ (Москва).
В составе редакции журнала — 60 докторов медицинских наук из ведущих клинических, научных и учебных медицинских организаций большинства регионов России. 
Члены редакции ежегодно представляют план публикаций научных статей для врачей по наиболее актуальным проблемам российской медицины - по 19 шифрам основных медицинских специальностей ВАК (с внесением изменений в перечень шифров 28.12.2018, 01.02.2022 и 26.01.2023): https://medjrf.com/0869-2106/about/editorialTeam
Также журнал открыт для размещения срочных внеплановых публикаций по острым актуальным медицинским проблемам и вопросам, представляющим интерес для широкого круга врачей.